# Sarrois
Le sarrois (Saarlännisch en sarrois, Saarländisch en allemand standard) est l'une des langues régionales d'Allemagne. C'est un terme générique qui désigne l'ensemble des dialectes du moyen allemand parlés en Sarre, à l'instar du terme « francique lorrain » utilisé en Moselle germanophone voisine. 
Toujours comme en Moselle germanophone voisine, on distingue d'ouest en est trois groupes linguistiques :
- Le luxembourgeois (ou Westmoselfränkisch), qui va du Luxembourg et de la frontière Ouest du Land de Sarre jusqu'à Merzig ;
- Le francique mosellan (ou Moselfränkisch), qui va de l'est de Merzig jusqu'à Völklingen ;
- Le francique rhénan (ou Rheinfränkisch), qui va de Völklingen jusqu'à la frontière est du Land, en passant par la capitale Sarrebruck, et qui se prolonge en Moselle et en Rhénanie-Palatinat (voir francique rhénan de Lorraine et francique rhénan du Palatinat).

Ces dialectes sont maîtrisés par une large part de la population sarroise ; en 2010, 94% de celles-ci indiquait une maîtrise d'un dialecte local.